# Sarashina nikki
 (mai 2024).
La mise en forme du texte ne suit pas les recommandations de Wikipédia : il faut le « wikifier ».
Les points d'amélioration suivants sont les cas les plus fréquents. Le détail des points à revoir est peut-être précisé sur la page de discussion.
- Les titres sont pré-formatés par le logiciel. Ils ne sont ni en capitales, ni en gras.
- Le texte ne doit pas être écrit en capitales (les noms de famille non plus), ni en gras, ni en italique, ni en « petit »…
- Le gras n'est utilisé que pour surligner le titre de l'article dans l'introduction, une seule fois.
- L'italique est rarement utilisé : mots en langue étrangère, titres d'œuvres, noms de bateaux, etc.
- Les citations ne sont pas en italique mais en corps de texte normal. Elles sont entourées par des guillemets français : « et ».
- Les listes à puces sont à éviter, des paragraphes rédigés étant largement préférés. Les tableaux sont à réserver à la présentation de données structurées (résultats, etc.).
- Les appels de note de bas de page (petits chiffres en exposant, introduits par l'outil «  Source ») sont à placer entre la fin de phrase et le point final[comme ça].
- Les liens internes (vers d'autres articles de Wikipédia) sont à choisir avec parcimonie. Créez des liens vers des articles approfondissant le sujet. Les termes génériques sans rapport avec le sujet sont à éviter, ainsi que les répétitions de liens vers un même terme.
- Les liens externes sont à placer uniquement dans une section « Liens externes », à la fin de l'article. Ces liens sont à choisir avec parcimonie suivant les règles définies. Si un lien sert de source à l'article, son insertion dans le texte est à faire par les notes de bas de page.
- La présentation des références doit suivre les conventions bibliographiques. Il est recommandé d'utiliser les modèles {{Ouvrage}}, {{Chapitre}}, {{Article}}, {{Lien web}} et/ou {{Bibliographie}}. Le mode d'édition visuel peut mettre en forme automatiquement les références.
- Insérer une infobox (cadre d'informations à droite) n'est pas obligatoire pour parachever la mise en page.

Pour une aide détaillée, merci de consulter Aide:Wikification.
Si vous pensez que ces points ont été résolus, vous pouvez retirer ce bandeau et améliorer la mise en forme d'un autre article.
Le Sarashina nikki (更級日記, Sarashina nikki ou Sarashina niki) traduit en français Le Journal de Sarashina est une œuvre japonaise écrite par Sugawara no Takasue no Musume, née en 1008, pendant l'époque de Heian. Elle y raconte sa vie de l'âge de 13 à 52 ans. Le genre littéraire nikki signifie littéralement « journal intime », mais se rapproche plus de mémoires autobiographiques ou de compilations d'anecdotes, de récits de voyage, de poésie, etc. À la cour de Heian, les intrigues et les romances au palais restent un thème privilégié.

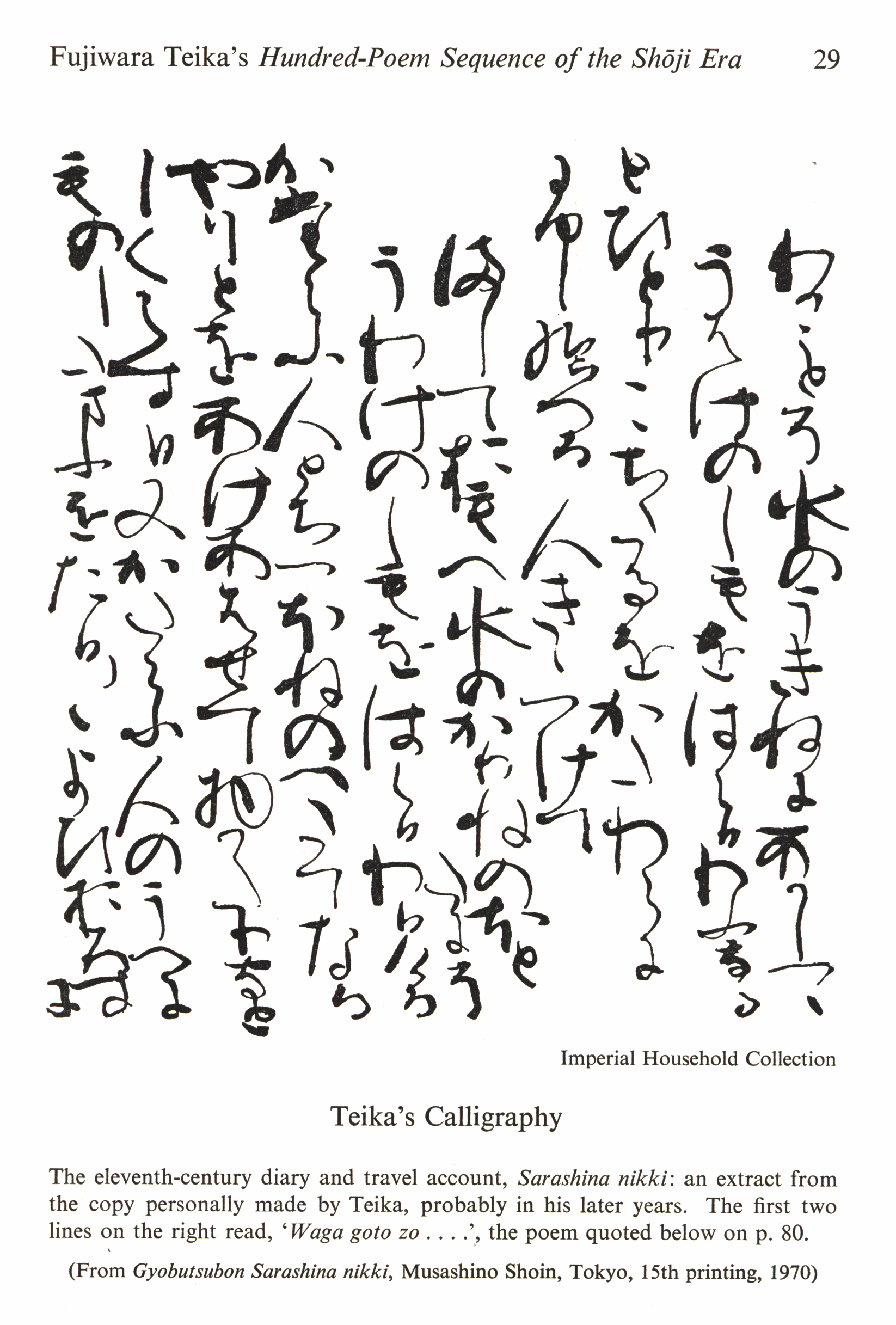
Vue du manuscrit.

D'autres journaux sont contemporains au Sarashina nikki, comme le Journal de Murasaki Shikibu ou le Izumi Shikibu nikki. Ces trois journaux ont été publiés en français sous le titre Journaux des dames de cour du Japon ancien (à l'origine publié en 1925 puis repris et traduit du japonais par René Sieffert pour les Publications orientalistes de France et plus tard retraduit depuis l'anglais par Marc Logé aux éditions Picquier en 1998).
La traduction depuis le japonais de René Sieffert est reparue aux Éditions Verdier en 2017.
Cet ouvrage a fait l'objet d'une adaptation à l'opéra par Péter Eötvös, Lady Sarashina, créé en 2008 à Lyon.
Il est écrit au moment où le Japon connaît une longue période de paix relative et où du point de vue littéraire, les écrits s'émancipent commençait à s'affranchir de l'influence chinoise. Le journal s’inscrit dans le genre littéraire des  nikki 日記, que l’on peut traduire par « journal », ce qui était alors un type de récit mené dans une écriture en kanbun (soit en chinois, à opposer au wabun, en japonais), réservées aux élites qu’étaient les officiels de l’administration. Puis peu à peu, on vit l’apparition de compilations personnelles (shikashuu私家集)[1]. Le Tosa nikki 土佐日記Journal de Tosa  (935) est le premier journal écrit en syllabaire kana, œuvre de Ki no Tsurayuki, (compilateur du Kokin waka shu  (une anthologie de poésie du présent et du passé, 905)).

## Théories sur le nom de l’œuvre
Sarashina no nikkiさらしなの日記, Sarashina nikki更科日記 (ou encore Sarachina nikki avec cette autre graphie : 更級日記) ; plusieurs titres apparaissent pour nommer ce journal. On ne sait pas très bien si ce titre a été choisi par l’auteure ou bien s’il vient d’une tierce personne, mais il vient clairement d'un des poèmes de l'œuvre, le poème 534. Ce poème, exprime qu’elle est devenue une vieille femme. Ceci est une référence au Kokinshu dans lequel un poème anonyme fait mention de obasute をばすて « vieille femme » ou « vieille tante » et qui exprime également la tristesse de la solitude. Le titre se rapporte à une montagne du canton de Sarashina, dans la province de Shinano, et notamment en faisant le lien avec un poème qu’on attribue à Ariwara no Narihira 在原業平(le poème 878 du Kokinshuu古今集)[1]. Ce premier poème est l’expression de la solitude de l'auteure après la mort de son mari et cette référence du poème du Kokinshuu était censé sauter aux yeux du lecteur.

## Processus de création
En 1058, le 5e jour du 10e mois, son mari décède et les funérailles sont organisées, et on évoque la venue de son neveu pour présenter ses condoléances. Des indices laissent penser que plusieurs années se sont écoulées après la mort de son mari avant qu’elle n’écrive, mais rien de précis. Peut-être a-t-elle regroupé des notes ultérieures, ou bien s'est-elle basée complètement sur ce dont elle se souvenait. Les descriptions géographiques lors de son voyage vers la capitale sont approximatives, et étant donné que les entrées ne mentionnent que les lieux les plus mémorables, cela suggère qu'elle s'est principalement appuyée sur ses souvenirs. Le journal n’est pas sous la forme d'entrées quotidiennes, mais plutôt comme un résumé rétrospectif de plusieurs années et on peut également supposer que certaines notes ont été prises lors de ses pèlerinages, puis complétées ultérieurement.

## Histoire des manuscrits
Au XVIIIe siècle, le journal a été étudié et probablement découvert par Fujiwara no Sadaie 藤原定家 (aussi appelé Fujiwara no Teika), dont on a retrouvé des manuscrits recopiés de sa main (quatre éditions tardives de l’ère Edo, 1704) Toutes les versions qui nous sont parvenues venaient de Fujiwara no Teika. Le manuscrit de ce dernier contenait également des notes biographiques. En 1925, c’est en se basant sur la version de Teika qu’il a été réédité[1]. Les principaux journaux de l'époque Heian ont tous été reproduits dans des éditions à gravures sur bois pendant la période Tokugawa, les rendant accessibles à un large public.

## L'auteure
Nièce de l’auteure des Kagerô nikki蜻蛉日記Mémoires d’une éphémère (la fille de Fujiwara no Michitsuna), elle est la fille de Sugawara no Takasue菅原の孝標, et est née en 1008 à Heian (actuel Kyoto). D’une famille de lettrés, elle de la descendance, Sugawara no Michizane菅原道真 (845-903), reconnu comme tenjin (« dieu céleste patron des lettres et de la calligraphie »). Sa mère, fille de Fujiwara no Tomoyasu藤原倫寧(sœur du poète Nagayoshi), était donc la cinquième génération de la « branche nord » des Fujiwara .Elle a donc baigné dans une famille qui appréciait la littérature, notamment les monogatari et le waka, et a donc développé également une affection particulière pour ce type de récits. Elle commence à écrire des poèmes à l’âge de 12 ans. Murasaki Shikibu紫式部écrivit son journal et surtout le Genji monogatari 源氏物語 (Le Dit du Genji), auquel on attribue la date de 1008, ce qui constitue une coïncidence avec l’année de naissance de l’auteure du Journal de Sarashina. Dans le Journal, aux membres de la famille de l’auteur ne sont donnés ni nom, ni âge, ni portrait, et leur désignation est parfois indirecte : son mari est seulement « celui qui est mon soutien ». 
Le Journal de Sarashina a été attribué à son auteure par Fujiwara no Teika. Teika mentionne également quatre monogatari attribués à la fille de Sugawara no Takasue菅原孝標, dont deux semblent toujours exister. Il s’agit de Yoru no Nezame et Hamamatsu Chuu nagon monogatari. Bien que les chercheurs d'après-guerre aient rejeté cette attribution, les études du XXIe siècle emblent plus enclines à l'accepter[1]. En plus de ses écrits en prose, l'auteure a également écrit des poèmes, dont l'un a été inscrit dans le ShinKokin wakashu 新古今和歌集en 1206 sur recommandation de Teika.

## Structure
Environ 90 poèmes waka et en ajoutant des méditations empreintes de regret et de mélancolie, ce journal relate quatre décennies de la vie de l’auteure. Le journal s’ouvre sur son départ sur la route du Tokaido, et décrit ensuite la nouvelle vie à la capitale. L'œuvre retraçant les souvenirs de son auteure, sa narration parcourt toute la vie de cette dernière, et cela en un volume. On peut maintenant la diviser en 6 chapitres. Les voici (selon les commentaires de l’ouvrage aux éditions Iwanami):
1.      Jyôkyô no tabi上京のたび　Le voyage jusqu'à la capitale (l'accouchement de sa mère, la légende du temple de takeshiba, la légende du mont Fuji). Cela se passe à ses 13 ans, du 9e mois au 12e mois
2.      Monogatari no jidai 物語の時代　L'époque des monogatari (séparation avec sa belle-mère, décès de la mère, décès soudain de sa fille, incendie, décès de la grande sœur). Cela se passe de ses 17 ans au 4e mois de ces 32 ans.
3.      Jojôno jidai抒情時代　L'époque lyrique (il y a beaucoup d'échanges de wakas . Le déménagement, la mutation de son père. La 2de partie est remarquable par sa désolation psychique)
4.      Miyazukae no jidai 宮仕えの時代 Le service à la cour. (Laisse entendre l'arrivée de la prochaine partie concernant son mariage) De ses 32 ans au printemps de ses 37 ans.
5.      Kekkon jidai 結婚時代 Période après son mariage (premier pèlerinage)
6.      Kafu jidai 寡婦時代 Période de veuvage (comprenant ses rêves de Bouddha Amida) de ses 52 ans à environ ses 53 ans.
Des sections plus précises sont également présentées suivant le même ordre.
1.      Kadode - 門出 - Le départ
2.     Takeshibadera - 竹芝寺 Le temple Takeshiba
3.      Ashigarakayama - 足柄山 La montagne Ashigara
4.      Fuji no kawa - 富士の川 - La rivière Fuji
5.      Ume no tachieda - 梅の立ち枝 - La branche de prunier
6.      Monogatari - 物語 – Les romans
7.      Dainagon no himegimi - 大納言の姫君 – La fille du Grand chancelier
8.      Nobe no sasawara - 野邊の笹原 – Le champ de bambous
9.      Higashi yori kitaru - 東より来たり – Revenue de l’est
10.   Koshin no mori - 子忍の森 - La forêt de Koshin
11.   Kagami no kage - 鏡の影 - L'ombre du miroir
12.   Miyatsukae e - 宮仕えへ - Le service à la cour
13.   Shunjuu no sadame - 春秋のさだめ - Le destin du printemps et de l'automne
14.   Hatsuse - 初瀬 Les pèlerinages
15.   Otto no shi - 夫の死 - La mort de son mari
16.   Ato no tanomi - 後の頼み - Requête pour l’avenir

### Répartition des poèmes
La forme de poèmes dominante à l’époque Heian, et celle qui se trouve dans le journal, est le waka (poème japonais, en syllabaire kana). La forme la plus courante qu'on trouve dans les nikki  en général est le tanka 短歌 (poème court), dont la valeur métrique est  5/7/5 7/7. Les poèmes sont intriqués dans la prose. Principalement avec une fonction orale, on les trouve dans les chapitres concernant les vie à la cour, ses discussions avec les autres femmes.  Les poèmes sont répartis comme suit dans chaque section :
1.     上洛の記  Montée à la capitale : trois poèmes
2.     家居の記   Vie à la maison : 55 poèmes ( dont un renga, poème en chaîne )
3.     宮仕えの記      Vie au service de la cour : 13 poèmes
4.     物詣での記      Visites aux temples : 6 poèmes
5.     晩年の記  Les dernières années : 15 poèmes

## Résumé
Sa vie est ainsi racontée dans ce journal qui se présente de façon autobiographique, à la manière de mémoires. Quand elle eut 10 ans, son père fut envoyé en province, à Kazusa (actuel Chiba) et elle le suivit avec sa famille. Elle s’entendait très bien avec une de ses belles mères avec qui elle appréciait la littérature, ce qui l’a probablement inspirée. Sa belle-mère, poétesse reconnue à la cour, aurait acquis sa connaissance de tous les contes populaires dont le Genji monogatari 源氏物語 (Le Dit du Genji).
À 13 ans, elle retourne à la capitale, et c’est à partir de cet évènement que commence le récit de son journal. À l'âge de 14 ans, elle eut enfin sous la main Le Dit du Genji et se plongea dans sa lecture, et elle se mit d’autant plus à admirer l’univers de cette fiction.
Cependant, ses aspirations furent brisées par la séparation avec sa belle-mère, ainsi que par le décès de sa nourrice et de sa sœur, parmi d'autres malheurs. Son père, Takasue 孝標, fut nommé Intendant, mais après son retour à Kyoto quatre ans plus tard, il démissionna de son poste officiel, et sa mère devint nonne après cela.
À 32 ans, elle alla pour servir dans la famille de la Princesse Yasuko, mais elle eut du mal à s'adapter à la vie à la cour et préféra rester à la maison. L'année suivante, elle épousa Tachibana Toshimichi, et après que son mari eut été nommé gouverneur de Shimotsuke, elle commença à visiter occasionnellement la maison impériale grâce sa nièce qui y travaillait. 
Après ses 38 ans, elle se mit à voyager et fais plusieurs pèlerinages. Ses récits de voyage dépeignaient la nature au-delà de Kyoto, mais finalement, son journal se transforme en un témoignage de sa vie tardive, marquée par la maladie et la vieillesse, après la mort de son mari, gouverneur de Shinano, qui succomba à une maladie après son retour à Kyoto l'année suivante. 
À l'âge de 48 ans, elle eut un rêve paisible où elle eut une vision du bouddha Amida, et elle réalisa que la vieillesse et la solitude étaient inévitables. Elle raconte donc de nombreux évènements de sa vie, et il semblerait que la mort de son époux ait été une des principales raisons pour lesquelles elle se mit à écrire.

## Valeur littéraire

### Genji monogatari 源氏物語 (Le Dit du Genji)
À l'âge de 14 ans elle peut enfin lire l'entièreté du Dit du Genji, et à ce moment elle doit se séparer de sa belle-mère et il y a le décès de sa nourrice, et c'est une période difficile pour elle. Arrivée à la trentaine, elle critique cette évasion dans la fiction, bien que Le Dit du Genji reste central dans son œuvre. Plus tard, elle reconnaît la naïveté de sa jeunesse, jugeant son insouciance passée déplorable, et elle se qualifie elle-même : (p83, POF) « a cette heure, j'ai fini par comprendre à quel point mon insouciance d'autrefois avait été déplorable ».

### Autres références
Les références intertextuelles dans le Journal de Sarashina révèlent que l’auteure avait lu non seulement le Journal de Murasaki Shikibu, mais aussi le Journal d’une éphémère et le Livre oreiller de Sei Shônagon, et la construction laisse penser que les lecteurs étaient supposés être capables de déceler ces allusions.
L'auteure fait également référence à des poèmes, tels que le poème n°1093 du Kokin-shû[1]. et à des contes et récits historiques (« faits anciens »[2],), ou bien le conte n°9 conte n9 des Contes d’Ise , des anecdotes sur un certain Mano no Chôja et un événement miraculeux à la rivière Fuji. En somme, le Journal de Sarashina use aussi, dans une moindre mesure que le journal de Tosa, d’une certaine poétique de la référence, et elle lui emprunte  des jeux de mots.

### Un récit autobiographique
Une des grandes spécificités de cette œuvre en tant que récit autobiographique est que, hormis le Journal de Sarashina qui s’ouvre par le récit du voyage lors de son adolescence, aucun autre journal ne commence par un retour à ses premières années[1]. De plus, on remarque qu’elle est la seule à avoir conscience de l’image qu’elle renvoie au lecteur. Elle décrit comment elle est absorbée dans la lecture, du Dit du Genji, Même à l'âge de 32 ans, alors que ses parents s'occupent tendrement d'elle, elle ne fait que lire des monogatari, et cela détermine le cours de sa vie[2] : comme le commentera Fujiwara no Teika, elle écrit également d'autres monogatari elle-même. On peut considérer cette œuvre comme une mise en garde pour les jeunes filles. Le Journal de Sarashina est l’œuvre qui a le plus d’affinités avec l’autobiographie au sens occidental, en tentant une rétrospection de sa vie et exprimant des remords, par exemple son manque de piété.

### Un récit de voyage
Les voyages n’occupent pas toute l’œuvre, mais en constituent une partie non négligeable, entre son départ et ses pèlerinages. Les voyages de l’œuvre sont les suivants : le trajet, au début de l’ouvrage, de l’est jusqu’à la capitale, alors que la jeune fille suivit sont père qui acheva son mandat à la province de Kazusa (en l’an 1020) , et ce chapitre fait l’objet de nombreux michiyuki-bun (caractéristique de la narration du voyage, outil littéraire qui rapproche le Journal de Sarashina au Journal de Tosa de Ki no Tsurayuki) et les six relations de pèlerinage effectuées entre 1046 et 1053 qui sont racontées vers la fin du récit. ; puis son voyage en Izumi.

## Valeur historique
Le Journal de Sarashina détient une valeur historique notamment en sa qualité de rare écrit de l'époque Heian où la date de naissance de l'auteure, 1008, est explicitement mentionnée. Cette date qui coïncide avec la diffusion des manuscrits du Dit du Genji, permet de contextualiser sa réception et de dates des faits autour de l’œuvre. Du point de vue de la chronologie des nikki, on peut le placer, respectivement après le Tosa nikki, le Kagero nikki 蜻蛉日記 (Journal d’une éphémère), le Murasaki shikibu nikki 紫式部日記 (Journal de Murasaki Shikibu)　et précède le Jjyou jin arino haha shuu 成尋阿闍梨母集 (Recueil de la mère de Jyoujin ari). Bien que concis, le journal est un aperçu complet de la vie de son auteure, similaire au Kagero nikki 蜻蛉日記 (Journal d’une éphémère),, mais avec une perspective spécifique à la vision de l'intimité d'une femme de la moyenne noblesse de l’époque Héian, montrant ainsi son expérience et sa perspective, tout en se distinguant des autres femmes écrivaines de l'époque qui étaient souvent liées à la cour.
Concernant le Dit du Genji, il était particulièrement appréciée par les femmes de l'aristocratie dès ses premières diffusions, lu sous forme de chapitres qui se sont répandus.

## Évènements autour de l’œuvre
La ville d'Ichihara organise des commémorations du millénaire de l'œuvre depuis 2021. Des événements sont régulièrement organisés dans ce cadre.  De plus, un site dédié donne beaucoup d’informations sur l’œuvre, son auteure et sa vie.
Il y a également un musée qui propose aux visiteurs la possibilité de découvrir davantage l'histoire et l'importance de cette œuvre.